# Jin-Soo Kwon
(Jin-Soo Kwon, Ji Yeon)
Jin-Soo "Jin" Kwon (Hangŭl: 권진수; Hanja: 權眞秀) è un personaggio della serie televisiva Lost, interpretato da Daniel Dae Kim. È uno dei 48 sopravvissuti della sezione centrale del volo Oceanic 815. È il marito di Sun.

## Prima dello schianto
È nato il 27 novembre 1974, in un villaggio di pescatori chiamato Namhae, sulla costa meridionale della Corea del Sud da un pescatore e da una prostituta che l'ha abbandonato in tenera età: il padre gli dirà sempre che è morta. Per quanto non fosse sicuro di esserne il padre, allevò comunque Jin, consapevole che nessuno avrebbe fatto lo stesso. Una volta adulto, se ne va da Namhae e si dirige a Seul per inseguire il suo sogno di possedere un ristorante e un albergo tutto suo: per fare esperienza, fa un colloquio di lavoro al Seoul Gateway Hotel. Non gli è possibile però nascondere le sue umili origini all'esaminatore con cui ha il colloquio, che gli dice di non fare entrare nel prestigioso albergo "gente come lui". Proprio per questo motivo si licenzia poco dopo. In seguito incontra Sun e se ne innamora. Dopo aver trovato lavoro come cameriere altrove, Jin chiede la mano di Sun al padre di quest'ultima, Mr. Paik, un potente industriale a cui nasconde le sue vere origini e a cui dice che il padre è morto, per poterne guadagnare il rispetto. Il padre di Sun acconsente al matrimonio, purché Jin diventi un suo dipendente. Il giovane accetta senza esitare ma ben presto, da un lavoro come semplice manager, viene promosso a collaboratore privato di Mr. Paik e costretto ad eseguire i lavori più sporchi agli ordini di quest'ultimo (corruzioni, omicidi, ricatti ed estorsioni), sotto gli occhi increduli di Sun, che chiede invano spiegazioni quando vede il marito tornare a casa sporco di sangue.
Nonostante questi problemi, la coppia cerca disperatamente di avere un figlio. Dopo alcuni tentativi infruttuosi, la coppia decide di rivolgersi ad uno specialista della fertilità: Sun risulta essere incapace di procreare. Jin si arrabbia con la moglie, accusandola di sapere tutto fin dall'inizio. In seguito, Sun verrà nuovamente avvicinata dal dottore: aveva mentito, per paura della reazione di Jin. È infatti lui ad essere sterile.
Tempo dopo, Jin viene incaricato di uccidere Jae Lee, senza però saperne il vero motivo (Jae era l'amante di Sun). Jin però si limita a picchiarlo violentemente e ad intimargli di lasciare il paese e non tornare più. Pensando di aver risolto la questione Jin se ne va, ma trova il cadavere di Jae steso sulla sua macchina, apparentemente suicidatosi gettandosi dalla finestra dell'hotel in cui alloggiava.
L'ultimo incarico di Jin prima di imbarcarsi sul volo Oceanic 815 è consegnare degli orologi a due soci di Mr. Paik a Los Angeles. Jin pensa in realtà di stabilirsi definitivamente negli Stati Uniti con Sun e poter così fuggire dalla tirannia di Mr. Paik. Un collaboratore di Mr. Paik all'aeroporto gli rivela che in realtà il padre di Sun sa tutto e che Jin perderà Sun se rimarrà negli Stati Uniti. In seguito, la coppia si imbarca sul volo Oceanic 815 e circa sei ore dopo si schianta sull'isola.

## Sull'isola

### Prima stagione
In seguito allo schianto, Jin diventa iperprotettivo nei confronti di Sun e le proibisce di parlare con gli altri sopravvissuti. Ogni volta che gli si avvicina, è un'occasione per Jin di biasimarla per il suo modo di vestire, a suo dire non adeguato (la rimprovera perché ha il colletto della camicia sbottonato). In seguito Jin passa la maggior parte del suo tempo a pescare, offrendo il suo pesce agli altri naufraghi, vedendoselo rifiutare dal solo Hurley.
Un mattino assalta, apparentemente senza alcun motivo, Michael e cerca di ucciderlo davanti al figlio di questo, Walt. Jin viene trattenuto e ammanettato alla carcassa dell'aereo, e verrà liberato in seguito proprio da Michael, dopo che questo gli ha restituito il suo orologio d'oro (Jin conserverà comunque un pezzo di manetta attaccata al polso, finché non gli verrà rimosso nella seconda stagione). Giorni dopo, Sun e Jin si trasferiscono dalla spiaggia alle grotte e qui Jin si arrabbia nuovamente con la moglie per aver aiutato Shannon con la sua asma.
Quando la prima zattera di Michael viene incendiata, Jin viene ingiustamente accusato del fatto (il colpevole è in realtà Walt). Per salvarlo dal linciaggio degli altri, Sun parla inglese, cosa sconosciuta a tutti e soprattutto a Jin che si arrabbia e la lascia per avergli tenuto questo segreto finora (un ulteriore motivo di isolamento di Jin è la sua completa ignoranza della lingua inglese). Aiuterà Michael a costruire la seconda zattera e diventeranno sempre più amici. Aiuterà anche Kate e Claire nel corso della nascita del figlio di questa, Aaron.
Farà pace con la moglie solo al momento della partenza della zattera insieme a Michael, Walt e Sawyer, quando gli consegna un frasario inglese/coreano per poter comunicare con i compagni di viaggio. Quando la zattera sarà attaccata dagli Altri, Jin si tuffa nel tentativo di salvare Sawyer.

### Seconda stagione
All'inizio della seconda stagione, Jin viene trasportato dalla corrente a riva, dove viene trovato privo di conoscenza da Cindy e Libby e in seguito legato ad un albero dai componenti della sezione di coda. Riesce però a liberarsi e a raggiungere la spiaggia, dove trova Michael e Sawyer, appena arrivati con ciò che rimane della zattera. Cerca invano di avvisarli del pericolo rappresentato da quelli che secondo lui sono "Altri", ma viene catturato insieme agli altri due. Una volta risolto l'equivoco, viene accompagnato con gli altri due alla stazione "Freccia", dove i sopravvissuti avevano trovato rifugio. Nel corso del viaggio per ricongiungersi con il resto dei sopravvissuti, Michael scappa e Jin si offre di unirsi a Mr. Eko per riportarlo nel gruppo. Una volta riunitisi al gruppo, il viaggio prosegue, fino al momento in cui Ana Lucia spara a Shannon e la uccide. Jin si unisce a Bernard e Libby nel ritorno alla spiaggia, dove si riunisce finalmente con Sun.
Quando Michael scappa dall'accampamento per andare a cercare Walt, Jin si offre di dare una mano a cercarlo, ma Sun glielo proibisce, per non staccarsi ancora da lui. Sun viene attaccata dagli Altri (in realtà, da Charlie) mentre sta lavorando al suo orto, e Jin diventa ancora più protettivo nei suoi confronti. Per impedirle di recarsi all'orto e subire altri attacchi, lo distrugge completamente, ma ben presto si rende conto dell'errore e la aiuta a ricostruirlo. È allora che Sun gli rivela di essere incinta e che è lui ad essere sterile. Jin non si arrabbia, anzi: dice che è un miracolo e la abbraccia.
Quando Jack, Kate, Hurley, Sawyer e Michael incominciano l'attraversamento dell'isola, Sayid chiede a Jin se può accompagnarlo, usando la barca di Desmond. Inizialmente riluttante, accetta solo quando Sun si unisce al gruppo. Jin si trova sulla barca con Sun e Sayid, di fronte al villaggio degli Altri, quando la botola del Cigno esplode.

### Terza stagione
Jin si trova ancora a bordo della barca insieme a Sun e Sayid e consiglia di tornare alla spiaggia, ma le sue richieste rimangono inascoltate. Arrivati al molo, Sayid accende un fuoco: a Jin viene detto che serve a chiamare i compagni, in realtà è per attirare gli Altri. Ma Sun e Sayid non riescono a tenere nascosta la cosa a Jin a lungo. Come infatti il coreano dice poco dopo alla moglie, non sa ancora parlare bene inglese, ma capisce ormai quasi tutto di quello che dicono. Quando gli altri arrivano, dal mare e non da terra come si erano aspettati, Jin si precipita a salvare Sun quando viene scoperta sulla barca da Colleen.
Tornati alla spiaggia, Sun comincia a parlare a Jin solo in inglese, così che lui possa cominciare a capire meglio e a inserirsi meglio nel gruppo. In seguito sarà aiutato anche da Sawyer ma in un modo del tutto particolare: l'ex truffatore, infatti gli insegna le frasi che una donna "vuole sentirsi dire".
In seguito, durante l'escursione organizzata da Desmond per scoprire il significato della sua visione insieme a Hurley e Charlie, Jin scopre insieme a tutti l'arrivo sull'isola di Naomi e, alla comparsa di Mikhail, lo rincorrerà per impedirgli, con successo, di prendere il telefono satellitare che questa porta con sé.
Quando Karl arriva alla spiaggia per avvisare dell'arrivo degli Altri, Jin si offre volontario per rimanere alla spiaggia e vedere se il piano d'attacco contro gli Altri elaborato da jack funzioni o meno, assieme a Sayid e Bernard. Purtroppo, a causa della cattiva mira di Jin, i tre vengono scoperti e fatti ostaggi dagli Altri, capitanati da Tom. I tre vengono salvati dall'arrivo di Hurley, Sawyer e Juliet.

### Quarta stagione
Subito dopo la conferma che Jack ha contattato la nave, Jin assiste al ritorno di Desmond e all'annuncio della morte di Charlie e quindi si mette in viaggio con gli altri per ricongiungersi con il gruppo che si era diretto alla torre radio. Una volta riunitosi con Sun, Jin decide di unirsi al gruppo di Jack e tornare alla spiaggia piuttosto che andare con Locke alla Base.
Quattro giorni dopo, Jin parla con Sun del figlio che stanno per avere e dice che gli piacerebbe che, nel caso fosse femmina, si chiamasse Ji Yeon. Sun gli dice che è comunque troppo presto. Dopo una conversazione con Kate, Sun decide di raggiungere Locke alla Base e Juliet, pur di trattenere Sun al campo, dice a Jin della relazione fra Sun e Jae Lee. Anche se all'inizio è decisamente arrabbiato, in seguito capisce che tutto ciò è stato colpa sua e del suo comportamento quando erano ancora in Corea. Perdona Sun e le promette che non l'abbandonerà mai.
Quando Sayid torna dal Kahana con il gommone per cominciare a portare le persone sulla nave, Jin e Sun sono nel primo gruppo, portando con loro Aaron. Sulla nave incontrano Michael per la prima volta da quando ha lasciato l'isola. Quando sulla nave viene scoperta una bomba Jin, Desmond e Michael tentano di disinnescarla, ma ogni tentativo è inutile. Jin tenta di fuggire prendendo l'elicottero che si sta sollevando dal ponte della nave, con a bordo Frank, Jack, Kate, Aaron, Hurley, Sayid e soprattutto Sun, ma ormai è troppo lontano. Fra le urla strazianti di Sun, il Kahana esplode, lasciando il destino di Jin ancora sconosciuto.

### Quinta stagione
Sun torna a casa e porta avanti la sua gravidanza. Alla conferenza stampa tenuta dai "sei della Oceanic", la donna dice che suo marito è morto nello schianto, il 22 settembre 2004 (mentre l'esplosione del Kahana è da datarsi circa tre mesi dopo, il 31 dicembre). Qualche giorno dopo la nascita della sua bambina, che Sun decide di chiamare Ji Yeon (proprio come Jin aveva desiderato), la donna si reca insieme ad Hugo al cimitero a visitare la tomba di Jin, datata anch'essa 22 settembre 2004.
Jin è in realtà riuscito a sopravvivere (secondo Daniel, è stato sbalzato in acqua dall'esplosione) ed è soggetto, come tutti gli altri personaggi, ai salti temporali compiuti dall'isola. Viene salvato dalle onde dall'equipaggio di Danielle, durante un salto nel 1988. In seguito a salti successivi, riesce a riunirsi al gruppo dei sopravvissuti e viene accolto con gioia da Sawyer. In seguito, riesce a farsi promettere da Locke (il quale ha intenzione di riportare i sei sull'isola) di non dire a sua moglie che è ancora vivo, poiché questo potrebbe spingerla a tornare.
I "sei della Oceanic" tornano sull'isola ma alcuni di loro (tra cui Sun) arrivano nel presente, mentre gli altri (Jack, Kate, Hugo e Sayid) approdano nel 1977 e qui incontrano Jin, che quindi continua a rimanere separato da sua moglie la quale, però, non smette di cercarlo. Nei tre anni trascorsi dalla partenza dei sei, Jin (insieme a Sawyer, Juliet e Miles) entra a far parte del progetto DHARMA, andando a vivere nel loro villaggio e migliorando il suo inglese.

### Sesta stagione e la morte
Con l'esplosione della bomba alla fine della stagione precedente, tutti i sopravvissuti riescono a tornare al presente ma, per alcuni casi fortuiti, i coniugi Kwon continuano a rimanere separati, mancandosi sempre per un pelo. Jin viene preso dagli uomini di Charles Widmore e, quando riesce a parlare con lui, questi gli mostra la fotocamera trovata tra i bagagli di Sun e può vedere per la prima volta la sua bambina.
Jin e Sun riescono finalmente a ricongiungersi quando il gruppo formato da Sawyer, Kate, Clare, Hugo, Lapidus e Sun arriva sull'isola dell'Idra, dove si trovano gli uomini di Widmore, ma poi vengono tutti fatti prigionieri e rinchiusi nelle gabbie per orsi. A Locke/Fumo nero interessa che nessuno dei candidati resti sull'isola e dunque, con l'aiuto di Jack, li libera dalla gabbia. Decidono di lasciare l'isola tutti insieme utilizzando il sottomarino di Widmore, ma cercano di imbrogliare Locke/Fumo nero lasciandolo a terra, insieme a Claire. Ben presto però i sopravvissuti scoprono che il Fumo nero ha nascosto nello zaino di Jack una carica di esplosivo con un timer azionato, e capiscono che era proprio questo il piano di Locke: voleva riunirli tutti in un luogo chiuso da cui non potevano fuggire, perché lui avrebbe potuto lasciare l'isola solo se i candidati fossero tutti morti.
L'esplosione è prossima e Sayid decide di sacrificarsi (e probabilmente redimersi) cercando di allontanarsi il più possibile con la bomba, che esplode uccidendolo. Nell'esplosione, però, Sun rimane con le gambe intrappolate e dopo vari tentativi vani di liberarla, Jin manda via tutti gli altri dal sottomarino, per far sì che potessero salvarsi, rimanendo insieme a sua moglie. Sun lo prega di mettersi in salvo, ma Jin decide di rimanere accanto a lei mentre il sottomarino imbarca acqua e comincia ad affondare, con l'intento di mantenere la sua promessa: non lasciarla mai più. Muoiono affondando con il sottomarino, insieme.

## Realtà parallela
Nella realtà parallela Jin e Sun non sono sposati. Lui lavora per il Signor Paik ma, come tutti gli altri suoi dipendenti, non gli è concesso avere contatti con la figlia. I due invece, andando contro ogni regola, sono amanti e Sun vorrebbe fuggire insieme per poter vivere il loro amore liberamente. Lei vorrebbe usufruire del suo conto in banca per organizzare questa fuga, ma avviene un imprevisto. Si trovano a L.A. per portare a termine una consegna a nome del Signor Paik (un orologio e 25.000 dollari), ma in aeroporto gli vengono confiscati i soldi perché non dichiarati. In albergo li raggiunge Martin Keamy: era lui il destinatario della consegna. Dato che non hanno più i soldi, Sun propone di prenderli dal suo conto ma, una volta in banca (insieme a Mikhail, scopre che il suo conto è stato chiuso: suo padre li ha scoperti. Tornata da Keamy, scopre che c'è stata una sparatoria; Jin irrompe e, in seguito a una colluttazione con Mikhail, partono alcuni colpi. Uno di questi colpisce Sun all'addome; mentre Jin la soccorre, lei gli confessa di essere incinta.
In ospedale, Sun si riprende e viene a sapere che anche il suo bambino sta bene. Lei e Jin decidono di iniziare una nuova vita, tutti e tre insieme.

## La barriera linguistica
Jin arriva sull'isola con una conoscenza dell'inglese pressoché nulla, ma con il tempo riesce a capire e a farsi capire. Il primo aiuto è il quaderno datogli da Sun prima del viaggio in zattera, contenente le trascrizioni fonetiche in alfabeto coreano di alcune parole, fra cui "timone", "porto" e "mangiare". Quindi, Sawyer gli insegna le frasi che, secondo lui, una donna vuole sempre sentirsi dire: "Mi dispiace", "Hai ragione" e "Questo vestito non ti fa sembrare grassa", ma di queste lezioni poi Jin dirà a Jack che Sun è "più brava". Per la fine della quarta stagione, Jin riesce a capire molto di più di quanto parli, riuscendo comunque a formulare molte frasi complete. Nella seconda parte della quinta stagione Jin parla ormai un inglese di ottimo livello, essendo passati tre anni dallo schianto del volo 815.

## Episodi dedicati a Jin
| Stagione | Titolo italiano                 | Titolo originale    | Tipo di flash    |
| -------- | ------------------------------- | ------------------- | ---------------- |
| 1        | Cambiamenti                     | …In Translation     | flashback        |
| 1        | Esodo, seconda parte            | Exodus: Part 2      | flashback        |
| 2        | Oggetti smarriti                | …And Found          | flashback        |
| 3        | La ballerina di vetro           | The Glass Ballerina | flashback        |
| 4        | Ji Yeon                         | Ji Yeon             | flashback        |
| 5        | Questo posto è la morte         | This Place Is Death | flashpresent     |
| 6        | Los Angeles LAX - 1ª e 2ª parte | LA X: Parts 1 & 2   | realtà parallela |
| 6        | Il pacco                        | The Package         | realtà parallela |
| 6        | L'ultima recluta                | The Last Recruit    | realtà parallela |